# CZ 805 BREN
CZ 805 — перспективный чешский оружейный комплекс, представленный в 2009 году и предназначенный для замены CZ SA Vz.58.

## Описание
Автоматика CZ 805 традиционная: отвод пороховых газов из канала ствола и запирание ствола поворотом затвора. Ствольная коробка изготовлена из алюминиевого сплава, коробка УСМ с пистолетной рукояткой и шахтой магазина выполнены из полимеров. Двухсторонний предохранитель-переводчик режимов стрельбы имеет 4 позиции, соответствующие предохранителю, одиночным, очередям с отсечкой по 2 выстрела и непрерывным очередям. Рукоятка взведения может быть перенесена на левую сторону для удобства использования левшами. Стандартные магазины выполнены из прозрачного пластика, благодаря чему стрелок может контролировать расход боеприпасов, STANAG-совместимые магазины могут использоваться после смены шахты магазина. Съёмный пластиковый приклад регулируется по длине и складывается вправо. В качестве дополнительных аксессуаров могут устанавливаться 40-мм подствольный гранатомёт CZ G 805 или штык-нож, глушитель, дополнительная передняя рукоятка, совмещённая с сошками, тактический фонарь и прочее.

## Варианты
Благодаря модульной компоновке (аналогичной FN SCAR) путём замены некоторых компонентов можно модифицировать автомат, выбирая необходимую длину ствола (стандартный, укороченный, а также удлинённый и утяжелённый ствол, обозначаемые цифрами 1, 2 и 3 соответственно) и используемые патроны (5,56×45 мм NATO, 7,62×39 мм или 6.8 mm Remington SPC, обозначаемые буквами A, B и C соответственно). К примеру, укороченный вариант калибра 6,8 мм обозначается как CZ 805 BREN C2.

## Страны-эксплуатанты
- Чехия: В 2010 году CZ 805 победил бельгийский FN SCAR в конкурсе на новый автомат для вооружённых сил Чехии, в 2011 году его официально приняли на вооружение и с июля 2011 начались их поставки в войска[3]
- Украина: о появлении автоматов этого типа на территории Украины стало известно в июне 2022 года (когда заместитель главы офиса президента Украины Р. В. Машовец с автоматом CZ-805 в качестве личного оружия был сфотографирован во время визита в Северодонецк), 30 сентября 2023 года министерство обороны Чехии объявило о намерении «вскоре» передать Украине лицензию на производство 5,56-мм автоматов «CZ BREN-2». 12 декабря 2024 было объявлено, что после подписания 16 июля 2024 года соглашения о сотрудничестве с компанией CZ сборочное производство автоматов «CZ BREN-2» в ноябре 2024 года освоено на предприятии концерна «Укроборонпром» (под названием «Sich»)[4]на момент июля 25 года массово поступают в части ВСУ и были замечены в руках иностранных добровольцев на стороне ВСУ